# Ignace Bossuyt
Pour les articles homonymes, voir Bossuyt.
Ignace Bossuyt, né à Waregem en 1947, est professeur ordinaire de musicologie à l'université catholique de Louvain.

## Biographie
Bossuyt a étudié la philologie classique, l'histoire de l'art et la musicologie à l'université catholique de Louvain, où il a obtenu un doctorat, en 1978, sur un sujet de l'histoire de la polyphonie néerlandaise de la Renaissance.
Sa carrière s'est entièrement déroulée au Département de musicologie de l'université catholique de Louvain.  Il a été chargé de cours invité à l'École normale supérieure de Paris et aux universités d'Utrecht, d'Urbino et de Bristol.
Au cours du premier semestre de l'année académique 2004-2005, il était titulaire de la maîtrise de conférence Érasme (Erasmus Lectureship) à l'université Harvard.
Ses recherches scientifiques se concentrent principalement sur la polyphonie flamande de la Renaissance.  Il est cofondateur de la Fondation Alamire, un centre international d'études de la musique des Pays-Bas qui est impliqué dans de nombreux projets liés à l'inventorisation, l'ouverture et l'étude des archives de musique.  Bossuyt a écrit plusieurs monographies de compositeurs tels que Vivaldi, Mozart et Bach.
Chargé de missions spéciales, il est resté attaché à la Faculté des lettres (musicologie) de l'université catholique de Louvain après sa retraite en 2008.

## Sources
- (nl) Cet article est partiellement ou en totalité issu de l’article de Wikipédia en néerlandais intitulé « Ignace Bossuyt » (voir la liste des auteurs).
- (nl) « Biografie », [En ligne], réf.du 13 août 2013, [www.muziekcentrum.be].

## Publications
- (nl) Antonio Vivaldi (1678-1714) en het concerto, Universitaire Pers Leuven, 1988  (ISBN 90-6186-299X).
- (nl) W. A. Mozart (1756-1791) en het pianoconcerto, Universitaire Pers Leuven, 1989  (ISBN 90-6186350-3) [Actief luisteren naar muziek; vol. 2].
- (nl) Muziekgeschiedenis (4 vol.). Louvain, Acco, 1990  (ISBN 90-3342293-X)  (ISBN 90-3342358-8)  (ISBN 90-3342088-0)  (ISBN 90-3342089-9).
- (nl) Heinrich Schütz (1585-1672) en de Historia, Universitaire Pers Leuven, 1991  (ISBN 906186 483 6)  [Actief luisteren naar muziek; vol. 3].
- (nl) « Het (Noord)Nederlandse lied uit de 17de eeuw "in kaart gebracht" », Ons Erfdeel, 1992, no  1, p.  135-136.
- (nl) De Vlaamse polyfonie, Louvain, Davidsfonds, 1994, 174 p.   (ISBN 90-6152843-7).
- (nl) Joseph Haydn (1732 - 1809) - Die Tageszeiten, Louvain, Davidsfonds, 1995, 81 p.   (ISBN 90-6152912-3).
- (fr) De Guillaume Dufay à Roland de Lassus : les très riches heures de la polyphonie franco-flamande, Éditions du Cerf, France, 1996, 176 p.   (ISBN 2204055557).
- (nl) « Renaissancepolyfonie uit de Nederlanden op CD », Ons Erfdeel, 1999, no  1, p.  123-125.
- (de) Kunst der Polyphonie : Die flämische Musik von Guillaume Dufay bis Orlando di Lasso , Zurich, Éd. Atlantis Musikbuch, 1997, 175 p.   (ISBN 3254002288)  (ISBN 9783254002280).
- (nl) Joseph Haydn - Symfonieën Nr. 47, 48 & 49, Louvain, Davidsfonds, 2000, 73 p.   (ISBN 90-5826091-7).
- (nl) De Missæ breves [BWV 233-236] van Johann Sebastian Bach, Peer, Alamire, 2000, 90 p.   (ISBN 90-6853-145-X).
- (nl) Het Weihnachts-Oratorium (BWV 248) van Johann Sebastian Bach, Louvain, Universitaire Pers Leuven, 2002, 179 p.   (ISBN 90-5867242-5).
- (nl) Luigi Boccherini: 1743 - 1805. Louvain, Davidsfonds, 2002  (ISBN 90-5826201-4), 70 p.
- (nl) Felix Mendelssohn-Bartholdy 1809-1847, Louvain, Davidsfonds, 2003, 61 p.   (ISBN 90-5826251-0).